# Schlienz Omnibus

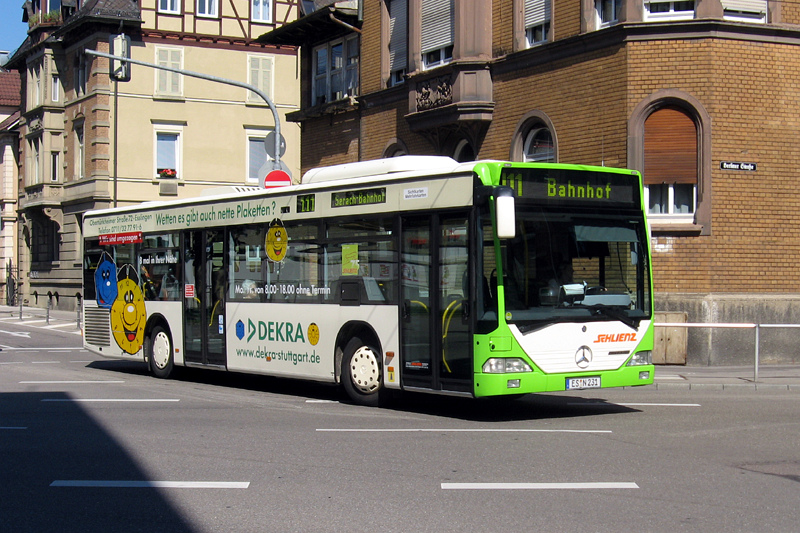
Stadtlinienbus Mercedes-Benz Citaro

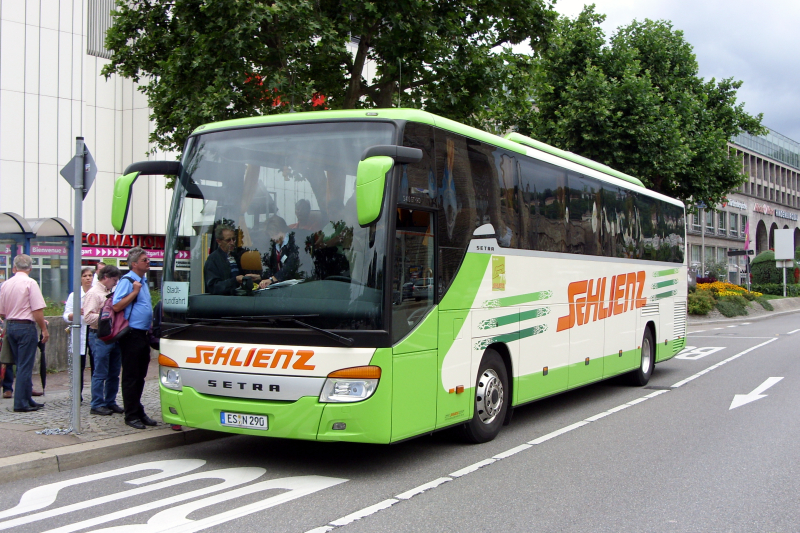
Reisebus Setra S 416 GT-HD/2

Die Schlienz Omnibus GmbH & Co. KG mit Sitz in Esslingen am Neckar war als privates Omnibusunternehmen im Linien-, Gelegenheits- und Reiseverkehr tätig. Die Gesellschaft entstand 2011 als Ausgliederung aus der Omnibus Schlienz Reisebüro GmbH & Co. KG, die heute als Schlienz-Tours GmbH & Co. KG firmiert.
Zum 30. November 2019 stellte Schlienz Omnibus seinen Geschäftsbetrieb ein.

## Geschichte
Das Unternehmen wurde 1932 als Fischle & Schlienz von den Busfahrern Christian Schlienz und Ernst Fischle gegründet, die durch die Weltwirtschaftskrise arbeitslos geworden waren. Mit Lkws und Militärbussen nahmen sie den Fahrbetrieb auf den Buslinien ihres ehemaligen Arbeitgebers wieder auf.
Nach Schlienz’ Tod 1953 übernahmen seine Frau und sein Sohn das Unternehmen. Ernst Fischle schied aus der Firma aus und gründete einen eigenen Omnibusbetrieb, der noch heute in Esslingen besteht. Während dessen Unternehmen Esslinger Omnibusverkehr E. Fischle sich auf den Linienverkehr in Esslingen beschränkte, erschloss das Unternehmen Schlienz auch das Umland mit Buslinien und wurde auch im Busreiseverkehr tätig.
Im Jahr 1971 übernahm Schlienz den Omnibusbetrieb Wörner in Stetten im Remstal. Am 1. Juli 1974 folgte die Übernahme der Firma Omnibus Dannenmann in Aichwald-Schanbach (nicht zu verwechseln mit Omnibus Dannenmann aus Weinstadt-Beutelsbach) durch die Unternehmen Fischle und Schlienz. Die Linie 113 ging an Schlienz, während Fischle die Linie 114 übernahm. Die Fahrzeuge wurden jeweils aufgeteilt. 1981 bezog Schlienz einen neuen Betriebshof in Kernen-Rommelshausen. Reisebüros entstanden neben Esslingen auch in Plochingen, Stuttgart-Bad Cannstatt und Geislingen an der Steige.
Das Unternehmen beschäftigte bis 2010 rund 100 Mitarbeiter und beförderte mit 56 Omnibussen jährlich rund 4,5 Mio. Menschen.
Im Jahr 2010 beschlossen die gemeinsamen Besitzer des Familienunternehmens die Aufspaltung des Betriebs. Der Stammsitz in Esslingen-Wäldenbronn wurde 2011 in die Schlienz Omnibus GmbH & Co. KG ausgegliedert, während der Standort Kernen-Rommelshausen und die Reisebüros zunächst bei der Omnibus Schlienz Reisebüro GmbH & Co. KG verblieben, bis diese dann 2013 in die Schlienz-Tours GmbH & Co. KG überführt wurde. Zur Unterscheidung der beiden namensgleichen Busunternehmen wählte Schlienz-Tours ein neues Erscheinungsbild in Schwarz, während Schlienz Omnibus beim traditionellen Grün blieb.
Nach Ausschreibung der Verkehrsleistungen verlor das Unternehmen 2018 seine jahrzehntelang betriebenen Buslinien in Esslingen. Gleichzeitig bewarb sich Schlienz zusammen mit Fischle für andere Linienbündel. Nach dem Zuschlag für Busverkehre in Plochingen und Waiblingen mit insgesamt 14 Linien wurden diese ab 2019 vom neu gegründeten Gemeinschaftsunternehmen Fischle & Schlienz betrieben. Die Firma Schlienz Omnibus verkehrte dabei bis zur Einstellung des Geschäftsbetriebs mit 10 Bussen als Subunternehmer für ihre Tochtergesellschaft.
Weitere von Schlienz durchgeführte regelmäßige Auftragsfahrten waren der Zubringerverkehr zum Werk Untertürkheim der Daimler AG.
Am 1. Oktober 2019 gab das Unternehmen bekannt, den Geschäftsbetrieb zum  30. November 2019 einzustellen. Die Tochtergesellschaft Fischle & Schlienz wurde vollständig von Fischle übernommen, ebenso die 10 Linienbusse, während das Reisegeschäft von Binder-Reisen weitergeführt wird. Fischle & Schlienz firmiert inzwischen unter dem Namen Fischle Regionalverkehr Stuttgart.
Seit März 2020 nutzt der Städtische Verkehrsbetrieb Esslingen am Neckar (SVE) den ehemaligen Schlienz-Betriebshof in Esslingen-Wäldenbronn.